# Südkoreanische Badmintonmeisterschaft 1971
Die Südkoreanische Badmintonmeisterschaft 1971 fand in Daejeon statt. Es war die 13. Austragung der nationalen Titelkämpfe von Südkorea im Badminton.	

## Finalergebnisse
| Disziplin    | Sieger                   | Finalist                  | Ergebnis |
| ------------ | ------------------------ | ------------------------- | -------- |
| Herreneinzel | Kim Eui-gon              | Han Sung-kwi              | 2-0      |
| Dameneinzel  | Son Deok-suk             | Oh Yeon-han               | 2-1      |
| Herrendoppel | Lee Ok-hyun Kim In-kuk   | Kim Eui-gon Han Sung-kwi  | 2-0      |
| Damendoppel  | Kim Jong-ja Ok Bok-eun   | Park Ok-yeon Yoon Im-soon | 2-0      |
| Mixed        | Kim Eui-gon Yoon Im-soon | Han Sung-kwi Son Deok-suk | 2-1      |